# Soussouman
Soussouman (en russe : Сусуман) est une ville de l'oblast de Magadan, en Russie, et le centre administratif du raïon Soussoumanski. Sa population, en forte diminution, s'élève à 4 297 habitants en 2023.

## Géographie
Soussouman est située à 384 km — 581 km par la route — au nord de Magadan, sur la rivière Bereliokh.

## Histoire
Soussouman est fondée en 1936 comme siège d'un sovkhoze appelé Soussouman, d'après une rivière de ce nom. En 1938, le hameau devient un centre pour l'exploitation de mines d'or dans la partie occidentale de l'oblast de Magadan, sous le contrôle du Dalstroï. Soussouman obtient le statut de commune urbaine dans les années 1950 et celui de ville en 1964.

## Population
Recensements (*) ou estimations de la population:
| 1959*  | 1970*  | 1979*  | 1989*  | 1992   | 1996   |
| ------ | ------ | ------ | ------ | ------ | ------ |
| 13 310 | 12 643 | 16 025 | 16 818 | 15 100 | 10 400 |

| 1998  | 2000  | 2001  | 2002* | 2003  | 2004  |
| ----- | ----- | ----- | ----- | ----- | ----- |
| 9 600 | 8 900 | 8 800 | 7 833 | 7 800 | 7 500 |

| 2005  | 2006  | 2007  | 2008  | 2009  | 2010* |
| ----- | ----- | ----- | ----- | ----- | ----- |
| 7 207 | 6 856 | 6 501 | 6 250 | 6 031 | 5 855 |

| 2011  | 2012  | 2013  | 2014  | 2015  | 2016  |
| ----- | ----- | ----- | ----- | ----- | ----- |
| 5 900 | 5 560 | 5 313 | 5 157 | 5 010 | 4 903 |

| 2017  | 2018  | 2019  | 2020  | 2021 * | 2022  |
| ----- | ----- | ----- | ----- | ------ | ----- |
| 4 899 | 4 760 | 4 588 | 4 355 | 4 439  | 4 195 |

| 2023  | - | - | - | - | - |
| ----- | - | - | - | - | - |
| 4 297 | - | - | - | - | - |